# Enel
Enel este o companie italiană implicată în producția și furnizarea energiei electrice.
Enel este cea mai mare companie energetică din Italia, este cotată pe piețele din Milano și New York și are o capitalizare bursieră de circa 41 miliarde de euro. La nivel european, Enel este pe locul 4 în topul companiilor energetice. Statul italian controlează direct o participație de 20,9% din capital și indirect circa 10% din titlurile grupului, restul acțiunilor fiind tranzacționate la bursă.
Centralele deținute de Enel au o capacitate totală de 50.776 MW din care 19.000 MW în centrale care utilizează surse regenerabile.
În septembrie 2009, Enel avea o capacitate de producție de 95.000 MW și 316 TWh produși în 2008.
La începutul anului 2008, Enel a cumpărat 9,9% din compania energetică spaniolă Endesa.
În martie 2008, Enel a achiziționat pachetul majoritar al reactorului nuclear rus OGK-5, pentru suma de 970 milioane Euro.
Enel este lider mondial în generarea de electricitate din resurse regenerabile și a anunțat în mai 2008 că își extinde eforturile în acest sector și în cel al tehnologiilor care protejează mediul, printr-un program de investiții de 7,4 miliarde euro până la sfârșitul lui 2012.
Număr de angajați:
- 2007: 73.500[8]
- 2006: 58.548 [4]

Cifra de afaceri:
- 2007: 43,7 miliarde Euro[8]
- 2006: 38,5 miliarde de Euro[4]
- 2005: 36,5 miliarde de Euro[9].

Venit net
- 2007: 4 miliarde Euro[8]
- 2006: 3 miliarde Euro[4]

## Enel în România
Compania a cumpărat în anul 2005 pachetul de 51% din acțiunile Electrica Banat și Electrica Dobrogea de la Statul Român pentru suma de 69,1 milioane Euro respectiv 42,7 milioane Euro.
În anul 2007, compania a câștigat licitația pentru achiziția unei participații de 67,5% la Electrica Muntenia Sud, într-o tranzacție de 820 de milioane Euro.
În iulie 2011, Enel avea în România 2,6 milioane de clienți și 4.700 de angajați.
În 2013, statul român a cerut la Curtea de Arbitraj de la Paris penalități de aproape un miliard de euro de la grupul Enel pentru nerespectarea contractului de privatizare a Electrica Muntenia Sud semnat în iunie 2007,
dar a pierdut procesul în iulie 2016.
Rezultate financiare (milioane lei):
| Anul             | 2013  | 2012  | 2011  | 2010  | 2009  | 2008  |
| ---------------- | ----- | ----- | ----- | ----- | ----- | ----- |
| Cifra de afaceri | 6,461 | 6,089 | 5,490 | 5,450 | 5,420 | 4,829 |
| Profit net       | 580   | 871   | 335   | 323   | 489   | 569   |

Compania PPC (companie) a achiziționat Enel România în octombrie 2023, iar pe data de 9 aprilie 2024 site-ul Enel România a primit un nou nume, PPC Energie.